# David Josef Bach
David Josef Bach (* 13. August 1874 in Lemberg, Österreich-Ungarn; † 31. Januar 1947 in London) war Musikschriftsteller und Journalist.

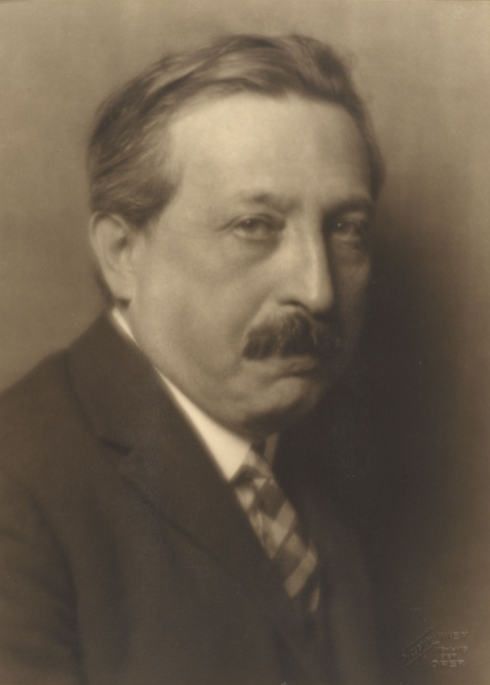
Aufnahme von Georg Fayer (1927)

## Leben
David Josef (Joseph) Bach wurde in Lemberg als Sohn des Hutmachers Eduard Bach und Henriette Bach (geb. Nelken) geboren. Er wuchs in Wien auf. Am k.k. Staatsgymnasium im 2. Bezirk freundete er sich um 1892 mit seinem Mitschüler Arnold Schönberg an. Mit diesem blieb er sein Leben lang befreundet. Bach studierte an der Universität Wien Philologie und Philosophie. Weiters interessierte er sich für die Vorlesungen von Ernst Mach und Ludwig Boltzmann und für experimentelle Psychologie. Er promovierte 1897 mit der Arbeit Das Problem der Außenwelt bei David Hume. Nach dem Studium war er schriftstellerisch und journalistisch tätig, u. a. ab 1904 in der Arbeiter-Zeitung, wo er als Musikkritiker begann (Nachfolger von Josef Scheu) und von 1917 bis 1933 Feuilletonchef (Nachfolger von Engelbert Pernerstorfer) war.
1905 rief er die Arbeiter-Symphoniekonzerte ins Leben und arbeitete ab 1922 mit Anton Webern zusammen. Von 1906 bis 1911 war er Mitglied der Psychologischen Mittwoch-Gesellschaft. Von 1918 bis 1922 gab er zusammen mit Julius Bittner die Zeitschrift „Der Merker“ heraus. Er leitete von 1919 bis 1933 die Sozialdemokratische Kunststelle und wurde 1933 Mitglied der Vereinigung sozialistischer Schriftsteller.
1906 heiratete er Gisela Cohn. 1939 konnte er mit seiner Frau nach England flüchten, wo er weiterhin politisch aktiv war. Seine Schwester Eveline (Eva), sowie ihr Mann, der Ingenieur Arthur Schönberg (1874–1943), ein Cousin von Arnold Schönberg, sowie Bella Cohn, eine Schwester seiner Frau, Klavierpädagogin, wurden in Konzentrationslagern ermordet. Ab 1940 organisierte er regelmäßig Kammerkonzerte im Austrian Labour Club in London.
Nach 1945 wurde nichts unternommen, um Bach eine Heimkehr nach Österreich zu ermöglichen.

## Werke
- Kunst und Volk. Eine Festausgabe der Kunststelle zur 1000. Theateraufführung. Wien 1923
- Der Kugelmensch. Die Filmfläche: Phantasien und Gedanken. Wien 1938